# Andrea Gioannetti
Andrea Gioannetti (Bologna, 6 gennaio 1722 – Bologna, 8 aprile 1800) è stato un cardinale e arcivescovo cattolico italiano.

## Biografia

### I primi anni
Melchiorre Benedetto Lucidoro Gioannetti nacque a Bologna il 6 gennaio 1722, in seno ad una nobile famiglia: egli era infatti figlio di Baldassarre Francesco Gioannetti e Pellegrina Zanoni.
Già in giovane età manifestò la sua inclinazione per la carriera ecclesiastica ed entrò nell'ordine benedettino, nel ramo camaldolese, entrando nel monastero di Sant'Apollinare in Classe di Ravenna nel 1739; ricevendo l'abito religioso cambiò il proprio nome di battesimo in Andrea il 29 giugno 1739. Successivamente proseguì i propri studi a Bertinoro ed a Roma ove ebbe modo di approfondire la passione per le antichità e apprendere la lingua greca antica, ottenendo poi il dottorato in filosofia ed in teologia.
Ordinato sacerdote il 19 dicembre 1744, tornò a Bertinoro per insegnare nel seminario camaldolese locale, distinguendosi per la diligenza nelle confessioni, nella catechesi e nella cura dei malati, per colpa dei quali rischiò egli stesso più volte la morte per infezione. Ritornato al monastero di Sant'Apollinare divenne lettore di filosofia dal 19 dicembre 1748. Teologo dell'arcivescovo di Ravenna, monsignor Ferdinando Romoaldo Guiccioli, dal 15 giugno 1753, rimase in carica per dieci anni sino al 1763; questo incarico non fu casuale per il Gioannetti dal momento che l'arcivescovo stesso era stato abate del monastero di Sant'Apollinare quando il giovane Andrea intraprese la carriera ecclesiastica.

### Abate di Sant'Apollinare in Classe
Decano perpetuo del suo ordine per la Romagna dal 29 maggio 1759, nel 1763 divenne procuratore ed economo del monastero di Sant'Apollinare e poco dopo ricoprì la carica di abate, mantenendola sino al 1770. Durante questi anni da capo della comunità locale, si dedicò all'incremento della biblioteca capitolare ed all'istituzione di un museo di numismatica, ingrandendo le proprietà del monastero, ricavandone grano e denaro da donare ai poveri durante la carestia che colpì la città nel 1764-66; in riconoscenza di questi atti, venne ascritto nella nobiltà della Repubblica di San Marino. In campo pastorale si dimostrò aperto culturalmente e con zelo di buon pastore, si applicò rigorosamente alla disciplina ed alla teologia agostiniana, reggendo con fermezza la comunità di monaci affidatagli. Tre anni più tardi, nel 1773, divenne lettore di teologia ed abate del monastero di San Gregorio al Monte Celio a Roma, prendendo parte alle dispute tra Gesuiti ed i vari fronti riformisti della chiesa, dimostrandosi ancora una volta conciliatore. Le capacità dimostrate dall'abate Gioannetti nella direzione del monastero fecero sì che la sua persona fosse segnalata al cardinale Giovanni Angelo Braschi, abate commendatario di San Gregorio al Monte Celio, il quale nel febbraio del 1775 venne eletto a pontefice col nome di Pio VI.

### L'episcopato come amministratore della sede di Bologna
Eletto vescovo titolare di Emeria e nominato amministratore della sede metropolitana di Bologna il 29 gennaio 1776 dopo la morte del cardinale Vincenzo Malvezzi Bonfioli, venne consacrato il 4 febbraio 1776 nella chiesa di San Gregorio al Monte Celio a Roma, per mano del cardinale Giovanni Francesco Albani, vescovo di Ostia e Velletri, decano del Sacro Collegio dei Cardinali, assistito da Giovanni Francesco Guidi di Bagno, arcivescovo titolare di Mira, e da Giovanni Francesco Gallarati, vescovo titolare di Paro. Giunse a Bologna il successivo 5 marzo e nei successivi tre mesi iniziò un'accurata visita pastorale nella quale pose una particolare enfasi sul messaggio spirituale da trasmettere alla diocesi.

### Il cardinalato
Papa Pio VI lo elevò al rango di cardinale in pectore nel concistoro del 23 giugno 1777, pubblicandolo ufficialmente nel concistoro del 15 dicembre di quello stesso anno. Il 18 dicembre 1777 ricevette la berretta cardinalizia ed il 30 marzo 1778 il titolo cardinalizio di Santa Pudenziana.
Promosso alla sede metropolitana di Bologna come arcivescovo il 15 dicembre 1777, venne ascritto come membro delle congregazioni del Sant'Uffizio, dell'Indice, per la Disciplina dei Regolari e delle Visite Apostoliche. Protettore del monastero di Santa Chiara della Terra di Arpino, nella diocesi di Camerino, ricevette il pallio il 30 marzo 1778. Nel 1782 ospitò papa Pio VI a Bologna durante il suo viaggio verso Vienna ed al suo ritorno accompagnò lo stesso pontefice a Imola per presenziare alla consacrazione della cattedrale. Nel 1790 compì una nuova visita pastorale.

### I difficili anni della Rivoluzione Francese e del governo dei napoleonici
La rivoluzione che scoppiò in Francia sul finire del 1792, generò nel contempo anche massicce migrazioni di cristiani verso lo Stato Pontificio e pertanto il cardinale Gioannetti con la sua arcidiocesi fronteggiò dei problemi associati all'influsso di sacerdoti refrattari. Nel 1794 pubblicò la traduzione italiana della condanna del Sinodo di Pistoia nella bolla papale Auctorem Fidei, accompagnandola con una sua lettera pastorale datata al 30 ottobre 1794 e pubblicata a Bologna nel 1795. L'arrivo delle truppe francesi a Bologna nel giugno del 1796 vide il cardinale avere dei problemi nelle relazioni col Senato cittadino su cui Napoleone Bonaparte aveva ottenuto una grande influenza dopo la dipartita del cardinale Giovanni Andrea Archetti, legato pontificio a Bologna. Il Bonaparte si impegnò per far mantenere al cardinale la sua autorità ma ben presto l'intento del nuovo governo di non riconoscere il cattolicesimo come religione di Stato e le iniziative contro i preti immigranti ed i regolari, tornarono a minare le relazioni tra il cardinale ed il senato cittadino. In un primo momento il cardinale Gioannetti si limitò ad inviare dei segnali attraverso le proprie lettere pastorali sulla necessità di far coesistere lo stato con la religione cattolica, ma con l'inizio del 1797 diede ordine di applicare delle misure per l'espulsione e la confisca di beni ai ribelli, fatti che trovarono risposta nell'abolizione dell'immunità ecclesiastica da parte dei napoleonici e nella confisca dei beni della chiesa da parte loro, il che portò il cardinale a tagliare ogni ponte con i cittadini senatori di Bologna con una lettera pastorale datata al 9 gennaio 1797, nella quale indicò che l'autorità autonomista della chiesa le derivava direttamente da Cristo, e tale autorità doveva essere la regola degli uomini nella società. "Il senato - riportò il Gioannetti - non può legiferare in materia ecclesiastica, dal momento che esso detiene solo l'autorità temporale sulle cose secolari e politiche, e non su quelle sacre come la vita e le proprietà della chiesa, che sono poste al di fuori della giurisdizione dei governi". Il testo si concludeva con un appello al Bonaparte che, da cattolico nato, doveva osservare i comandamenti e le leggi della chiesa. La lettera al senato essenzialmente chiuse una lunga serie di scritti ispirati dallo stato delle cose. La costituzione della Repubblica Cispadana nel marzo del 1797, sotto il patrocinio del Bonaparte, dispose se non altro la definizione del cattolicesimo come religione di Stato, ma la situazione mutò nuovamente alcuni mesi dopo quando la Repubblica Cispadana venne unita alla Repubblica Cisalpina della Lombardia (luglio 1797) dove prevalse la linea rivoluzionaria radicale. A questo punto il cardinale si mantenne al di fuori del dibattito che si aprì nella città di Bologna tra il senato, lo stato ed il nuovo regime democratico. L'anno successivo (1798), il cardinale ricevette nuovamente papa Pio VI sulla via dell'esilio verso la Francia: il pontefice venne ospitato per qualche tempo al Collegio di Spagna, come già aveva fatto nel 1782.

### Gli ultimi anni
Nel marzo del 1799, Bologna venne occupata dagli austro-russi ed il cardinale Gioannetti riottenne il controllo della stampa, punendo i sacerdoti "pertinaci nell'errore e nello scandalo" e tentò di porre fine agli eccessi dei reazionari. Prese parte al conclave del 1799-1800 dal quale risultò eletto papa Pio VII. Il cardinale tornò a Bologna il 29 marzo 1800, ma una settimana dopo si ammalò e morì in breve tempo.
Morì a Bologna l'8 aprile 1800, all'età di 78 anni. La sua salma venne esposta nella cattedrale metropolitana di Bologna, ove fu sepolto al termine dei funerali, celebrati il 17 aprile successivo dal cardinale Alessandro Mattei, arcivescovo di Ferrara, in presenza dei vescovi di Modena, Reggio, Carpi ed Ippona in partibus infidelium. Il cardinale venne sepolto nella cattedrale cittadina e dopo la sua dipartita la sede episcopale bolognese rimase vacante per due anni.

## Genealogia episcopale e successione apostolica
La genealogia episcopale è:
- Cardinale Scipione Rebiba
- Cardinale Giulio Antonio Santori
- Cardinale Girolamo Bernerio, O.P.
- Arcivescovo Galeazzo Sanvitale
- Cardinale Ludovico Ludovisi
- Cardinale Luigi Caetani
- Cardinale Ulderico Carpegna
- Cardinale Paluzzo Paluzzi Altieri degli Albertoni
- Papa Benedetto XIII
- Papa Benedetto XIV
- Papa Clemente XIII
- Cardinale Giovanni Francesco Albani
- Cardinale Andrea Gioannetti, O.S.B.Cam.

La successione apostolica è:
- Vescovo Paolo Giuseppe Castelli Piratini (1781)